# Rugby Europe International Championships 2018/2019

Schemat rozgrywek

Rugby Europe International Championships 2018/2019 – trzecia edycja rozgrywek organizowanych przez Rugby Europe, w których triumfator sięga po tytuł mistrza Europy tej organizacji.

## Format rozgrywek
Struktura zawodów nie uległa zmianie w stosunku do poprzedniej edycji. Po zakończeniu rozgrywek najlepsza spośród sześciu drużyn najwyższego poziomu, Rugby Europe Championship, otrzymuje tytuł Mistrza Rugby Europe, zaś najsłabsza trafia do jednomeczowego barażu o utrzymanie, który rozgrywany jest na jego terenie.
Drugi poziom rozgrywek stanowi Rugby Europe Trophy („Trofeum Rugby Europe”), które także liczy sześć drużyn. Zwycięzca rywalizuje o awans z najsłabszą ekipą RE Championship, z kolei najsłabszy spada na niższy poziom.
Kolejny etap stanowi Rugby Europe Conference („Konferencja Rugby Europe”) – na tym poziomie rywalizuje 20 zespołów podzielonych na dwie dywizje (1 i 2), a wewnątrz nich na dwie grupy, północną i południową. Podział na grupy odbywa się każdorazowo przed startem rozgrywek z uwzględnieniem czynników geograficznych. Zwycięzcy każdej z grup Dywizji 1 RE Conference rozgrywają mecz barażowy o awans, którego gospodarzem jest zespół lepszy w łącznej tabeli. Najsłabszy zespół każdej z grup spada do odpowiedniej grupy w Dywizji 2, zaś ich miejsce w dywizji 1 zastępuje najlepszy zespół właściwej grupy z Dywizji 2.
Najsłabszy zespół w łącznej tabeli Dywizji 2 RE Conference spada na piąty, najniższy poziom rozgrywek, jakim jest Rugby Europe Development League („Liga Rozwojowa Rugby Europe”). Najlepsza spośród nich awansuje do RE Conference.
Na wszystkich etapach zawodów spotkania rozgrywane są jednorundowym systemem kołowym. W sumie reprezentacje w jednym sezonie rozgrywają – w zależności od szczebla – cztery lub pięć spotkań, spośród których dwa lub trzy u siebie, pozostałe zaś na wyjeździe. Wyjątkiem od reguły jest najniższy, piąty poziom. Na wszystkich piętrach kwestie zwycięstwa w rozgrywkach, awansów i spadków rozstrzygane są dorocznie.

## Rugby Europe Championship
|   | Drużyna   | Mecze | Wygrane | Remisy | Przegrane | Bilans punktów | Różnica | Punkty dodatkowe | Punkty |
| - | --------- | ----- | ------- | ------ | --------- | -------------- | ------- | ---------------- | ------ |
| 1 | Gruzja    | 5     | 5       | 0      | 0         | 162:34         | +128    | 4                | 24     |
| 2 | Hiszpania | 5     | 4       | 0      | 1         | 127:75         | +52     | 2                | 18     |
| 3 | Rumunia   | 5     | 3       | 0      | 2         | 130:86         | +44     | 3                | 15     |
| 4 | Rosja     | 5     | 2       | 0      | 3         | 130:85         | +45     | 0                | 11     |
| 5 | Belgia    | 5     | 1       | 0      | 4         | 68:222         | −154    | 0                | 4      |
| 6 | Niemcy    | 5     | 0       | 0      | 5         | 63:178         | −115    | 1                | 1      |

|           | Belgia | Gruzja | Hiszpania | Niemcy | Rosja | Rumunia |
| --------- | ------ | ------ | --------- | ------ | ----- | ------- |
| Belgia    |        | 6:46   |           | 29:22  |       | 17:43   |
| Gruzja    |        |        | 24:10     | 52:3   |       |         |
| Hiszpania | 47:9   |        |           |        | 16:14 | 21:18   |
| Niemcy    |        |        | 10:33     |        | 18:26 |         |
| Rosja     | 64:7   | 6:22   |           |        |       |         |
| Rumunia   |        | 9:18   |           | 38:10  | 22:20 |         |

## Rugby Europe Trophy
|   | Drużyna    | Mecze | Wygrane | Remisy | Przegrane | Bilans punktów | Różnica | Punkty dodatkowe | Punkty |
| - | ---------- | ----- | ------- | ------ | --------- | -------------- | ------- | ---------------- | ------ |
| 1 | Portugalia | 5     | 5       | 0      | 0         | 272:31         | +241    | 5                | 25     |
| 2 | Holandia   | 5     | 4       | 0      | 1         | 164:58         | +106    | 2                | 18     |
| 3 | Szwajcaria | 5     | 4       | 0      | 2         | 108:138        | −30     | 0                | 12     |
| 4 | Polska     | 5     | 2       | 0      | 3         | 104:164        | −40     | 2                | 10     |
| 5 | Litwa      | 5     | 1       | 0      | 4         | 64:175         | −111    | 1                | 5      |
| 6 | Czechy     | 5     | 0       | 0      | 5         | 59:205         | −146    | 1                | 1      |

|            | Czechy | Holandia | Litwa | Polska | Portugalia | Szwajcaria |
| ---------- | ------ | -------- | ----- | ------ | ---------- | ---------- |
| Czechy     |        | 22:24    |       | 22:41  |            |            |
| Holandia   |        |          |       |        | 5:18       | 36:15      |
| Litwa      | 30:10  | 3:50     |       |        | 7:48       |            |
| Polska     |        | 0:49     | 33:0  |        |            | 25:28      |
| Portugalia | 93:0   |          |       | 65:5   |            |            |
| Szwajcaria | 17:5   |          | 34:24 |        | 14:48      |            |

### Baraż o miejsce w RE Championship
| 15 czerwca 2019 | Niemcy | 32:37(6:20) | Portugalia | Frankfurt nad Menem Sędzia: Sean Gallagher |
| 15 czerwca 2019 |        | 32:37(6:20) |            | Frankfurt nad Menem Sędzia: Sean Gallagher |

## Rugby Europe Conference

### Dywizja 1
Grupa północna
|   | Drużyna    | Mecze | Wygrane | Remisy | Przegrane | Bilans punktów | Różnica | Punkty dodatkowe | Punkty |
| - | ---------- | ----- | ------- | ------ | --------- | -------------- | ------- | ---------------- | ------ |
| 1 | Ukraina    | 4     | 3       | 0      | 1         | 108:68         | +40     | 2                | 14     |
| 2 | Szwecja    | 4     | 3       | 0      | 1         | 140:65         | +75     | 1                | 13     |
| 3 | Luksemburg | 4     | 2       | 0      | 2         | 63:59          | +4      | 1                | 9      |
| 4 | Węgry      | 4     | 1       | 0      | 3         | 97:118         | −21     | 2                | 6      |
| 5 | Mołdawia   | 4     | 1       | 0      | 3         | 49:147         | −98     | 0                | 4      |

|            | Luksemburg | Mołdawia | Szwecja | Ukraina | Węgry |
| ---------- | ---------- | -------- | ------- | ------- | ----- |
| Luksemburg |            | 23:10    | 9:10    |         |       |
| Mołdawia   |            |          |         | 17:13   | 16:31 |
| Szwecja    |            | 80:6     |         |         | 36:27 |
| Ukraina    | 24:13      |          | 23:14   |         |       |
| Węgry      | 15:18      |          |         | 24:48   |       |

Grupa południowa
|   | Drużyna              | Mecze | Wygrane | Remisy | Przegrane | Bilans punktów | Różnica | Punkty dodatkowe | Punkty |
| - | -------------------- | ----- | ------- | ------ | --------- | -------------- | ------- | ---------------- | ------ |
| 1 | Malta                | 4     | 3       | 1      | 0         | 117:49         | +68     | 2                | 16     |
| 2 | Chorwacja            | 4     | 3       | 1      | 0         | 123:69         | +54     | 2                | 16     |
| 3 | Izrael               | 4     | 2       | 0      | 2         | 104:62         | +42     | 3                | 11     |
| 4 | Cypr                 | 4     | 1       | 0      | 3         | 79:139         | −60     | 0                | 4      |
| 5 | Bośnia i Hercegowina | 4     | 0       | 0      | 4         | 40:144         | −104    | 1                | 1      |

|                      | Bośnia i Hercegowina | Chorwacja | Cypr  | Izrael | Malta |
| -------------------- | -------------------- | --------- | ----- | ------ | ----- |
| Bośnia i Hercegowina |                      | 11:40     | 22:23 |        |       |
| Chorwacja            |                      |           | 46:24 | 19:16  |       |
| Cypr                 |                      |           |       | 22:34  | 10:37 |
| Izrael               | 40:0                 |           |       |        | 12:21 |
| Malta                | 41:7                 | 18:18     |       |        |       |

### Baraż o miejsce w RE Trophy
Mecz barażowy pomiędzy Maltą a Ukrainą nie odbył się z uwagi na wycofanie się reprezentacji Malty. Tym samym bezpośredni awans uzyskała ekipa Ukrainy.

### Dywizja 2
Grupa północna
|   | Drużyna   | Mecze | Wygrane | Remisy | Przegrane | Bilans punktów | Różnica | Punkty dodatkowe | Punkty |
| - | --------- | ----- | ------- | ------ | --------- | -------------- | ------- | ---------------- | ------ |
| 1 | Łotwa     | 4     | 4       | 0      | 0         | 118:43         | +75     | 3                | 19     |
| 2 | Finlandia | 4     | 3       | 0      | 1         | 95:93          | +2      | 0                | 12     |
| 3 | Dania     | 4     | 2       | 0      | 2         | 100:77         | +23     | 3                | 11     |
| 4 | Norwegia  | 4     | 1       | 0      | 3         | 54:112         | −58     | 0                | 4      |
| 5 | Austria   | 4     | 0       | 0      | 4         | 62:104         | −42     | 3                | 3      |

|           | Austria | Dania | Finlandia | Łotwa | Norwegia |
| --------- | ------- | ----- | --------- | ----- | -------- |
| Austria   |         |       | 29:32     | 20:26 |          |
| Dania     | 37:7    |       |           |       | 42:10    |
| Finlandia |         | 22:18 |           |       | 34:22    |
| Łotwa     |         | 38:3  | 24:7      |       |          |
| Norwegia  | 9:6     |       |           | 13:30 |          |

Grupa południowa
|   | Drużyna  | Mecze | Wygrane | Remisy | Przegrane | Bilans punktów | Różnica | Punkty dodatkowe | Punkty |
| - | -------- | ----- | ------- | ------ | --------- | -------------- | ------- | ---------------- | ------ |
| 1 | Słowenia | 4     | 3       | 0      | 1         | 191:67         | +124    | 2                | 14     |
| 2 | Bułgaria | 4     | 3       | 0      | 1         | 125:98         | +27     | 0                | 12     |
| 3 | Serbia   | 4     | 2       | 0      | 2         | 101:105        | −4      | 2                | 10     |
| 4 | Andora   | 4     | 2       | 0      | 2         | 94:103         | −9      | 1                | 9      |
| 5 | Słowacja | 4     | 0       | 0      | 4         | 53:191         | −138    | 0                | 0      |

|          | Andora | Bułgaria | Serbia | Słowacja | Słowenia |
| -------- | ------ | -------- | ------ | -------- | -------- |
| Andora   |        |          | 33:0   | 27:14    |          |
| Bułgaria | 41:20  |          |        |          | 13:25    |
| Serbia   |        | 29:35    |        |          | 35:27    |
| Słowacja |        | 24:36    | 10:37  |          |          |
| Słowenia | 48:14  |          |        | 91:5     |          |

Tabela zbiorcza
|     | Drużyna   | Mecze | Wygrane | Remisy | Przegrane | Bilans punktów | Różnica | Punkty dodatkowe | Punkty |
| --- | --------- | ----- | ------- | ------ | --------- | -------------- | ------- | ---------------- | ------ |
| 1.  | Łotwa     | 4     | 4       | 0      | 0         | 118:43         | +75     | 3                | 19     |
| 2.  | Słowenia  | 4     | 3       | 0      | 1         | 191:67         | +124    | 2                | 14     |
| 3.  | Bułgaria  | 4     | 3       | 0      | 1         | 125:98         | +27     | 0                | 12     |
| 4.  | Finlandia | 4     | 3       | 0      | 1         | 95:93          | +2      | 0                | 12     |
| 5.  | Dania     | 4     | 2       | 0      | 2         | 100:77         | +23     | 3                | 11     |
| 6.  | Serbia    | 4     | 2       | 0      | 2         | 101:105        | −4      | 2                | 10     |
| 7.  | Andora    | 4     | 2       | 0      | 2         | 94:103         | −9      | 1                | 9      |
| 8.  | Norwegia  | 4     | 1       | 0      | 3         | 54:112         | −58     | 0                | 4      |
| 9.  | Austria   | 4     | 0       | 0      | 4         | 62:104         | −42     | 3                | 3      |
| 10. | Słowacja  | 4     | 0       | 0      | 4         | 53:191         | −138    | 0                | 0      |

## Rugby Europe Development League
Źródło
|   | Drużyna    | Mecze | Wygrane | Remisy | Przegrane | Bilans punktów | Różnica | Punkty dodatkowe | Punkty |
| - | ---------- | ----- | ------- | ------ | --------- | -------------- | ------- | ---------------- | ------ |
| 1 | Turcja     | 2     | 2       | 0      | 0         | 104:39         | +65     | 2                | 10     |
| 2 | Estonia    | 2     | 0       | 0      | 2         | 39:104         | −65     | 0                | 0      |
|   | Czarnogóra |       |         |        |           |                |         |                  |        |

|            | Czarnogóra | Estonia | Turcja |
| ---------- | ---------- | ------- | ------ |
| Czarnogóra |            | –       | –      |
| Estonia    | –          |         | 19:43  |
| Turcja     | –          | 61:20   |        |